# Pansophische Gesellschaft
Die Pansophische Gesellschaft (auch Pansophische Societät oder Pansophia) war eine deutsche Neo-Rosenkreuzer-Bewegung, die sich 1921 in Berlin konstituierte. Anfangs war sie ein Studienkreis von esoterisch interessierten Personen. Der sich regelmäßig treffende Studienkreis wurde von Heinrich Tränker (Meister Recnartus) geleitet, der sich dem Rosenkreuzertum verpflichtet fühlte, und ein Mitglied des Ordo Templi Orientis (OTO) war. Später wurde der Studienkreis in eine Loge umgewandelt, die an die Gedanken der Pansophie von Johann Amos Comenius anknüpfen sollte. Tränker hatte Eugen Grosche, der von ihm die Initiationsweihe bekam und den Logennamen Gregor A. Gregorius angenommen hat, beauftragt die Pansophische Loge zu gründen, in der Eugen Grosche Logensekretär wurde. Danach haben sich alle deutschen Rosenkreuzerlogen, die Tränker unterstellt waren, der Pansophischen Großloge von Deutschland im Orient Berlin angeschlossen. Meister vom Stuhl wurde Albin Grau (Meister Pacitius).

## Logenarbeit
Die Logenarbeit konzentrierte sich unter anderem auf Gnosis, antike Mysterien Griechenlands, Babylons und Ägyptens, Probleme der Philosophie und der Religionswissenschaft, Kabbala und Kosmosophie. Aus den Aufzeichnungen der Loge geht auch hervor, dass die im O.T.O. entwickelte Sexualmagie und Mystik auch durch Tränker in die Pansophie weitergeführt wurde.

## Spaltung
Zur Spaltung der Pansophischen Loge (nicht zu deren Auflösung) kam es 1925 nach einem vorangegangenen Treffen von Gruppen und Personen bei der Weida-Konferenz.
Aus einem Teil der Mitglieder bildete sich bis 1928 unter der Führung von Eugen Grosche die Fraternitas Saturni, die sich tiefergehend an den Lehren Aleister Crowleys orientierte, und die von Tränker aus dem O.T.O. überlieferte Sexualmagie zu einem wichtigen Bestandteil ihrer Lehre machte. Eine Gruppe um Franz Sättler, Friedrich Wilhelm Quintscher und Franz Bardon gründete 1926 die Adonistische Gesellschaft.
Tränker soll seine Pansophische Loge weitergeführt haben, und Kontakte zu Rosenkreuzergruppen auch in Amerika gepflegt haben.

## Andere Pansophen
1995 nahm in Norddeutschland eine weitere magisch-okkulte Loge den Namen "Pansophische Gesellschaft" an. Diese Gesellschaft hatte jedoch keinerlei traditionelle oder weltanschauliche Verbindung mit der von Tränker geleiteten. (Diese Pansophische Gesellschaft hat mittlerweile ihren Namen geändert.)
Im Jahre 2000 trat eine weitere Pansophische Gesellschaft in Erscheinung, die mit den beiden zuvorgehenden nicht verwechselt werden sollte.
Die Ziele dieser Pansophischen Gesellschaft (auch Pansophia) genannt, knüpfen an den Urgedanken von Comenius an und arbeiten darauf hin, die unterschiedlichen Wissenschaftsgebiete wieder mit der Magie zu verbinden.